# Allmänna Svenska Elektriska Aktiebolaget
Az Allmänna Svenska Elektriska Aktiebolaget, rövidítve ASEA, egy svéd ipari vállalat volt. 1988-ban egyesült a vállalat a svájci Brown Boveri (BBC) vállalattal, így jött létre az Asea Brown Boveri. Az ASEA jelenleg is létezik mint anyavállalat, az ABB Group 50%-át tulajdonolja.

## Története

Az ASEA logója, melyet a 19. század végétől 1933-ig használtak

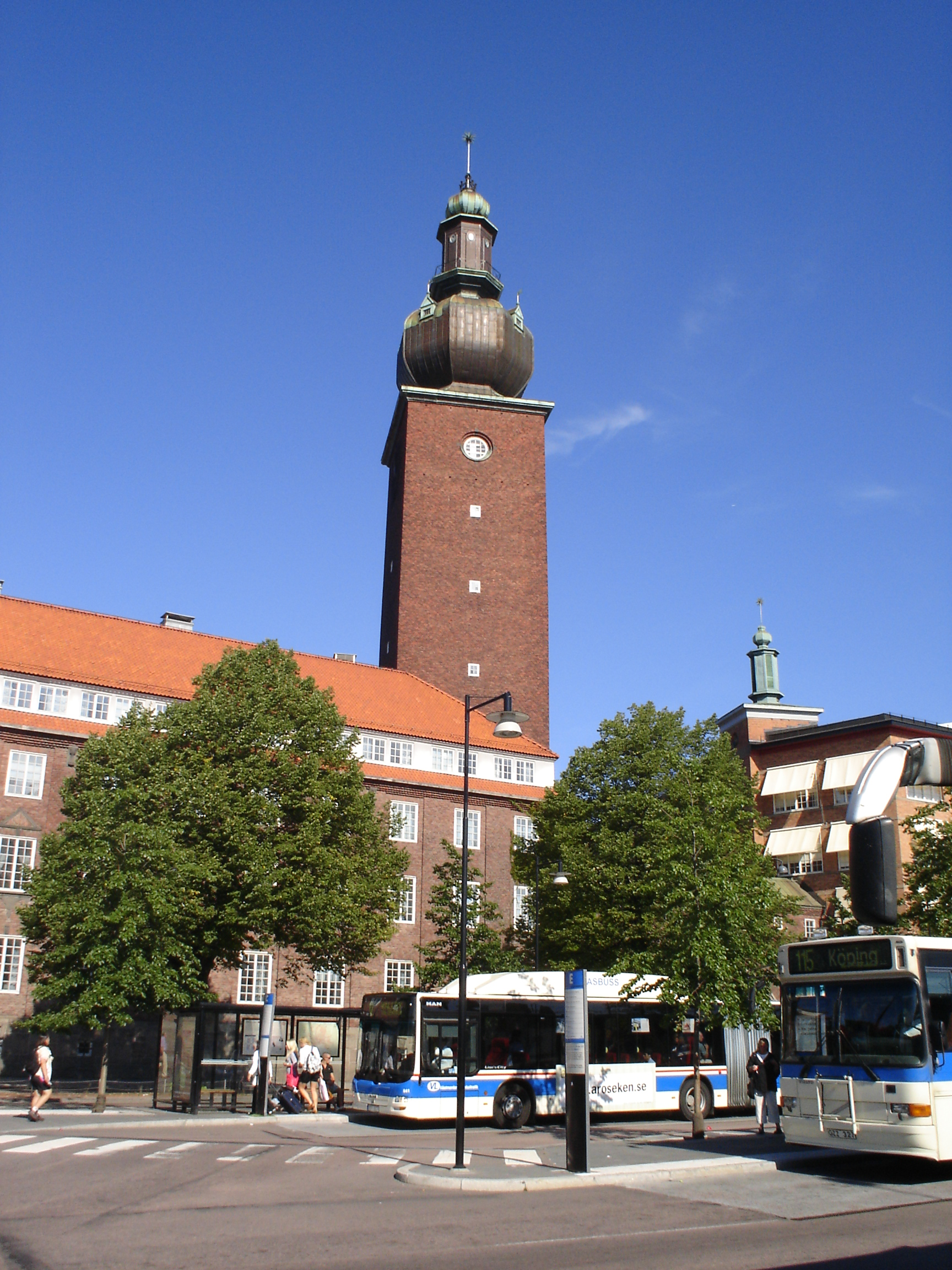
Az ASEA központja Västeråsben

Az ASEA-t 1883-ban alapította Ludvig Fredholm Stockholmban. A vállalat fő termékei az elektronikai iparcikkek voltak, elektromos izzók és generátorok. Amikor a vállalat egyesült a Wenströms & Granströms Elektriska Kraftbolaggal, a vállalat az Allmänna Svenska Elektriska Aktiebolaget nevet kapta, ennek rövidítése az ASEA.
1889-ben a vállalat partnerével, Jonas Wenströmmel 3 fázisú generátorokat, motorokat és transzformátorokat kezdett készíteni. 1933-ban alakította át logóját a vállalat, amikor eltávolították onnan a szvasztikát, mivel az a náci Németország jelképe lett.
1953-ban létrehozta az első szintetikus ipari gyémántot. A következő évben a HVDC Gotland-projektben, bemutatták az első nagyfeszültségű DC rendszert. Az 1960-as években az ASEA a 12 svédországi nukleáris erőműből 9-et épített fel. 1974-ben ipari robotokat mutatott be.
1988-ban egyesült a vállalat a svájci Brown Boveri-vel (BBC).